# Clive Derby-Lewis

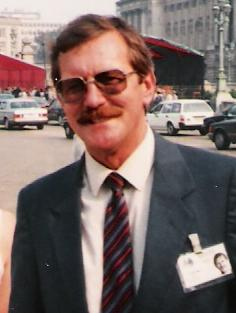
Clive Derby-Lewis in Brüssel (1990)

Clive John Derby-Lewis (* 22. Januar 1936 in Kapstadt; † 3. November 2016 in Pretoria) war ein südafrikanischer Politiker. Er wurde 1993 wegen Verschwörung zum Mord zum Tode verurteilt und verbüßte bis 2015 eine lebenslange Haftstrafe. Nach einer Krebsdiagnose wurde er ein Jahr vor seinem Tod aus der Haft entlassen.

## Leben
Derby-Lewis wurde in Kapstadt geboren. Obwohl Englisch seine Muttersprache war, schloss er sich schon früh der Nasionale Party (NP) an, die von burischer Dominanz gekennzeichnet war und das System der Apartheid legislativ ausgebaut hatte. 1972 wurde er Ratsherr in Bedfordview in der damaligen Provinz Transvaal. Von 1974 bis 1975 war er als Bürgermeister der Stadt tätig. 1972 bis 1981 gehörte Derby-Lewis auch dem Provinzrat von Transvaal an. 1982 war Derby-Lewis Gründungsmitglied der Konserwatiewe Party (KP bzw. CP) unter Führung von Andries Treurnicht, die noch strenger für Rassentrennung und Vorherrschaft der Weißen eintrat als die NP und die Verfassungsreform der Regierung ablehnte.
1986 heiratete er in zweiter Ehe die ehemalige australische Nonne Gabriella Maoverna (Gaye) Derby-Lewis. 1987 verlor er die Wahl im Wahlkreis Krugersdorp, wurde aber von der Partei für das Parlament nominiert. Er war als Oppositionssprecher für Wirtschaft, Technologie und Bergbau tätig. Er fiel im parlamentarischen Diskurs durch zahlreiche rassistisch geprägte Bemerkungen auf und verlor 1989 sein Mandat wieder.
1989 begleitete Derby-Lewis seinen Parteichef Treurnicht auf einer Europareise, wo sie von rechtskonservativen Gruppen empfangen wurden. Im Juli 1990 nahm Derby-Lewis an einer antikommunistischen Konferenz in Brüssel teil.
Im April 1993 wurde Derby-Lewis festgenommen, nachdem der polnische Immigrant Janusz Waluś den ranghohen ANC- und SACP-Politiker Chris Hani erschossen hatte. Es stellte sich heraus, dass er Waluś die Mordwaffe beschafft und die Tat auf Geheiß der Parteiführung (Konserwatiewe Party) stattgefunden hatte, die damit die Versöhnung der Volksgruppen behindern wollte. Der damalige ANC-Vorsitzende Nelson Mandela setzte sich vehement öffentlich für eine Fortsetzung des Versöhnungsprozesses ein, so dass die Tat ohne wesentliche Folgen für die Übergangsperiode blieb. Derby-Lewis wurde wegen Verschwörung zum Mord (conspiracy to murder) zum Tode verurteilt; die Todesstrafe wurde 1995 mit der Abschaffung der Hinrichtung in Südafrika in eine lebenslange Haftstrafe umgewandelt, die Derby-Lewis im Zentralgefängnis von Pretoria bis kurz vor seinem Tod verbüßte.
Seine Frau Gaye Derby-Lewis wurde ebenfalls mehrere Monate inhaftiert, da man Listen potentieller Anschlagsopfer in ihrem Besitz gefunden hatte, dann aber freigelassen. Sie war als Redakteurin und Kolumnistin für die Wochenzeitung Die Patriot der Konserwatiewe Party tätig.
Anträge Derby-Lewis’ auf Begnadigung wurden 1999 und in den darauffolgenden Jahren abgelehnt, zunächst von der Wahrheits- und Versöhnungskommission. 2011 erkrankte Derby-Lewis an Haut- und Prostatakrebs. Ein Antrag auf Freilassung wurde 2011 abgelehnt. Ein weiterer Antrag, aus gesundheitlichen Gründen entlassen zu werden, wurde im April 2013 erneut abgelehnt. Anfang 2014 fügte ein Mithäftling Derby-Lewis schwere Verletzungen durch Stiche mit einem scharfgeschliffenen Löffel zu; auch Waluś erlitt Verletzungen.
Anfang 2015 stellte das Medical Parole Board wegen Derby-Lewis’ Lungenkrebs einen weiteren Antrag auf Haftentlassung. Im Juni 2015 wurde er schließlich unter starken Auflagen aus der Haft des Gefängnisses Pretoria in einen Hausarrest entlassen.
Clive Derby-Lewis erlag Anfang November 2016 seiner fortgeschrittenen Krebserkrankung im Verlaufe eines mehrwöchigen Klinikaufenthaltes in Pretoria.